# Ťotkino

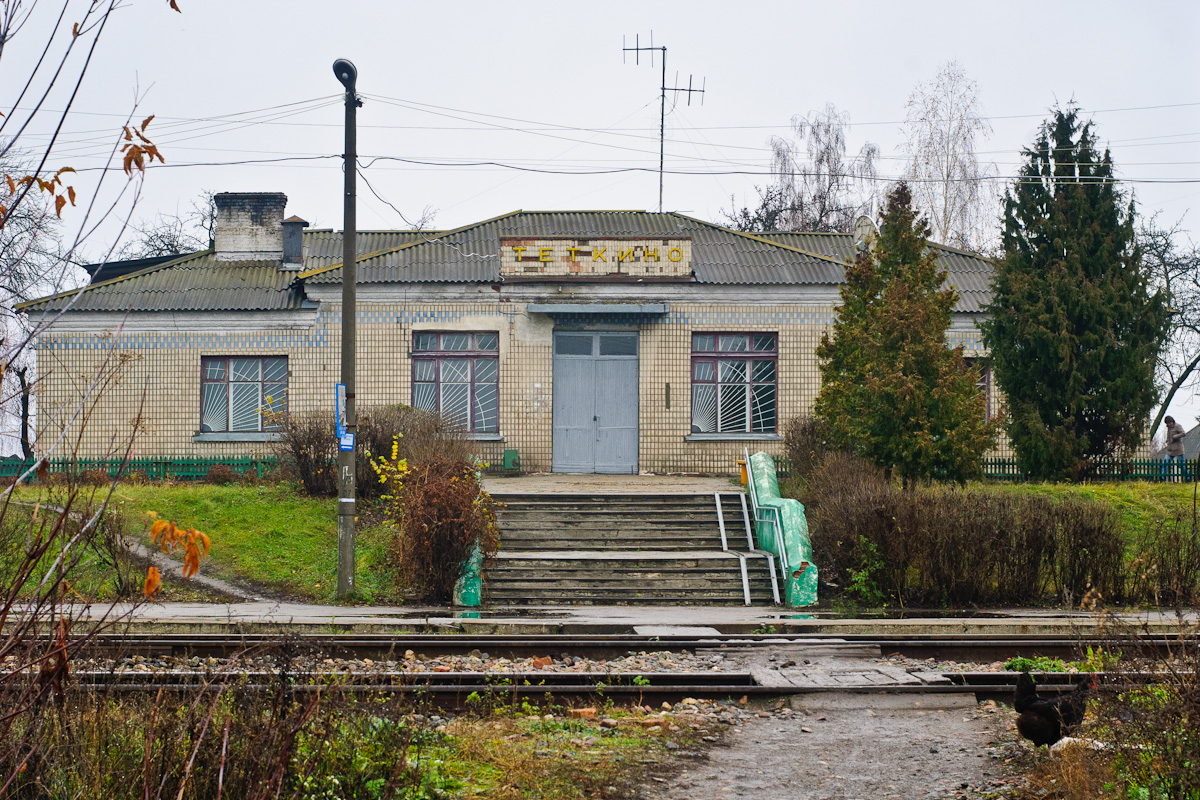
Nádraží v Ťotkinu

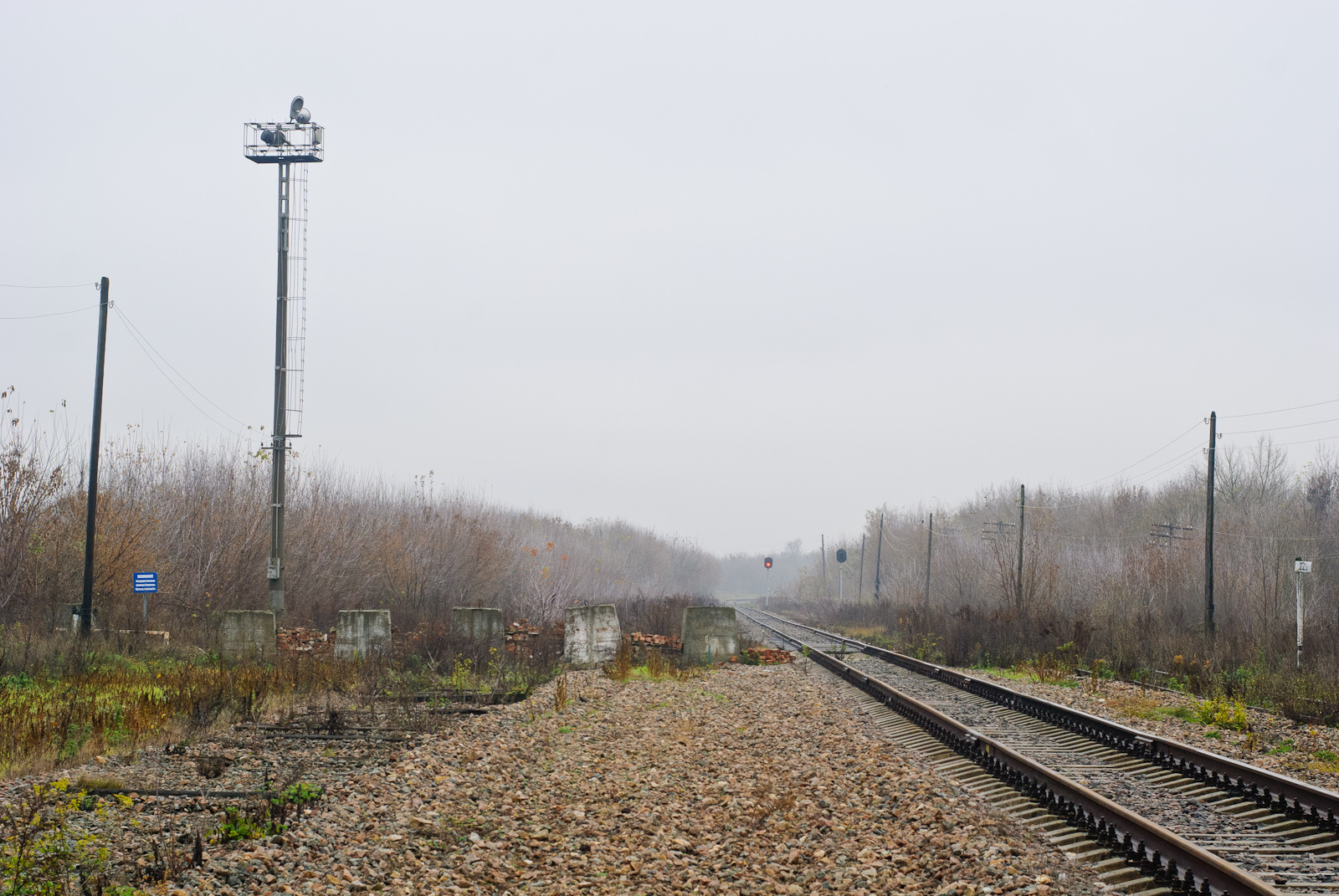
Železniční trať přes rusko-ukrajinskou hranici

Ťotkino (rusky Тёткино) je sídlo městského typu na levém břehu řeky Sejm v gluškovském okrese v Kurské oblasti v Rusku. Žije zde přibližně 3 900 obyvatel.

## Zeměpis
Ťotkino se nachází na výběžku ruského území do ukrajinské Sumské oblasti.

## Historie
Za rok založení Ťotkina se považuje rok 1650.
V roce 1861 byl založen cukrovar a o čtyři roky později lihovar. V roce 1886 byl uveden do provozu parní mlýn. Majitelé těchto podniků byli v Rusku a Evropě známí cukrovarníci Těreščenkové.
Během druhé světové války byla obec pod německou kontrolou od 8. října 1941 do 2. září 1943. Během této doby bylo zatčeno a zastřeleno 40 lidí, 118 obyvatel bylo převezeno do Německa a 12 příznivců sovětského režimu bylo veřejně oběšeno.
Dne 12. března 2024, během rusko-ukrajinské války, Legie Svobody Ruska oznámila, že vesnici ovládla. Ruští vojáci podle ní uprchli a opustili vojenskou techniku. Legie uvedla, že průnik s pomocí tanků provedla společně s praporem Sibiř a Ruským dobrovolnickým sborem. Rusko to popřelo s tím, že jeho síly mají vesnici stále pod kontrolou.

## Populace
| 1939   | 1959   | 1970   | 1979   | 1989   | 2002   | 2009   |
| ------ | ------ | ------ | ------ | ------ | ------ | ------ |
| 7849   | ↘ 7400 | ↘ 7058 | ↘ 6137 | ↘ 5375 | ↘ 5224 | ↘ 4550 |
| 2010   | 2012   | 2013   | 2014   | 2015   | 2016   | 2017   |
| ↘ 4223 | ↘ 4061 | ↘ 3956 | ↘ 3856 | ↘ 3743 | ↘ 3683 | ↘ 3610 |
| 2018   | 2019   | 2020   | 2021   |        |        |        |
| ↘ 3508 | ↘ 3438 | ↘ 3337 | ↗ 3852 |        |        |        |